# エレブニ区
エレブニ区（アルメニア語: Էրեբունի վարչական շրջան）は、アルメニアの首都イェレヴァンにある行政区の一つ。市の南東部に位置し、エレブニ要塞の遺跡があることで知られている。イェレヴァンの都市名は、古代のエレブニ要塞都市に由来する。
エレブニ区の西側にはシェンガヴィト区が隣接し、北側にはケントロン区、ノルク＝マラシュ区、ノル・ノルク区が位置する。東側はコタイク地方であり、南側はヌバラシェン区と接している。

## 概要

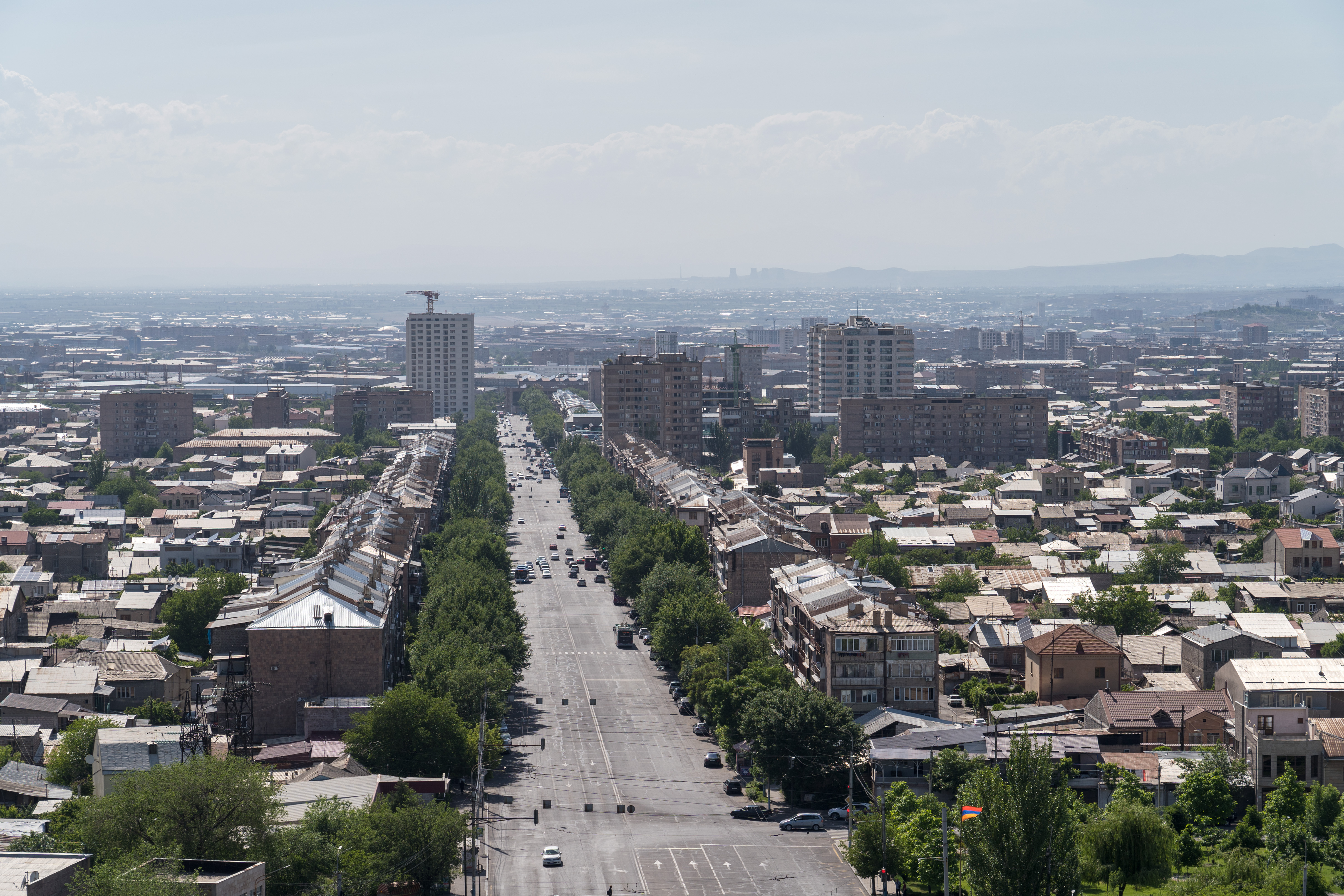
ノル・アレシュ地区の街並み

エレブニ区の面積は48平方キロメートルであり、イェレヴァン市の総面積の21.52パーセントを占める。このうち29平方キロメートルは住宅地および商業地となっている。エレブニ区の面積はイェレヴァンの行政区の中で最も大きい。行政上の正式な区分ではないが、エレブニ区内は慣習的に「エレブニ」、「ノル・アレシュ」、「サリタグ」、「ヴァルダシェン」、「ムシャヴァン」、「ヴェリン・ジュラシェン」、「ノル・ブタニア」という小さな地区に分かれている。「サスンのダヴィト広場」、および同名の地下鉄駅（サスンのダヴィト駅）が、エレブニ区の中心的な場所となっている。主な通りは、「エレブニ通り」、「サスンのダヴィト通り」、「自由の戦士通り」（アザタマルティクネリ通り）、「イヴァン・アイヴァゾフスキー通り」、「ロストフ・ナ・ドヌ通り」、「ダヴィト・ベク通り」、「アリン＝ベルド通り」、「アルツァフ大通り」（旧バクー大通り）、そして「モヴセス・ホレナツィ通り」の南半分である。
エレブニ区はイェレヴァン市内における高度に工業化された地区であり、多くの大規模工場が立地する。エレブニ区には、主にイェレヴァンの低所得者が居住している。近年では、放置されていた公園の多くが再整備され、市民の憩いの場となっている。再整備の例として、リヨン公園や同公園内にある人造湖ヴァルダヴァル湖、そして自由の戦士公園が挙げられる。またエレブニ区には、イェレヴァン市内で最大級の墓地であるイェレヴァン中央墓地が位置しており、多くの著名なアルメニア人が埋葬されている。また墓地内には軍人墓地が存在し、第二次世界大戦中にイェレヴァンの軍病院で死亡した兵士や将校が埋葬されている。
エレブニ区内にはイェレヴァン地下鉄のサスンのダヴィト駅が通っている。また南コーカサス鉄道のイェレヴァン駅がサスンのダヴィト広場に位置している。エレブニ区には2014年まで、イェレヴァンの中央刑務所であるエレブニ刑務所も存在していた。
1981年に設立されたエレブニ国立保護区は、イェレヴァン中心部から南東に約8キロメートルのエレブニ区内に位置している。標高1,300メートルから1,450メートルの間にある。保護区の面積はおよそ120ヘクタールで、主に半砂漠性の山岳ステップ地帯で構成されている。2016年現在、エレブニ区の人口は約12万6,500人である。

## 歴史

### 古代

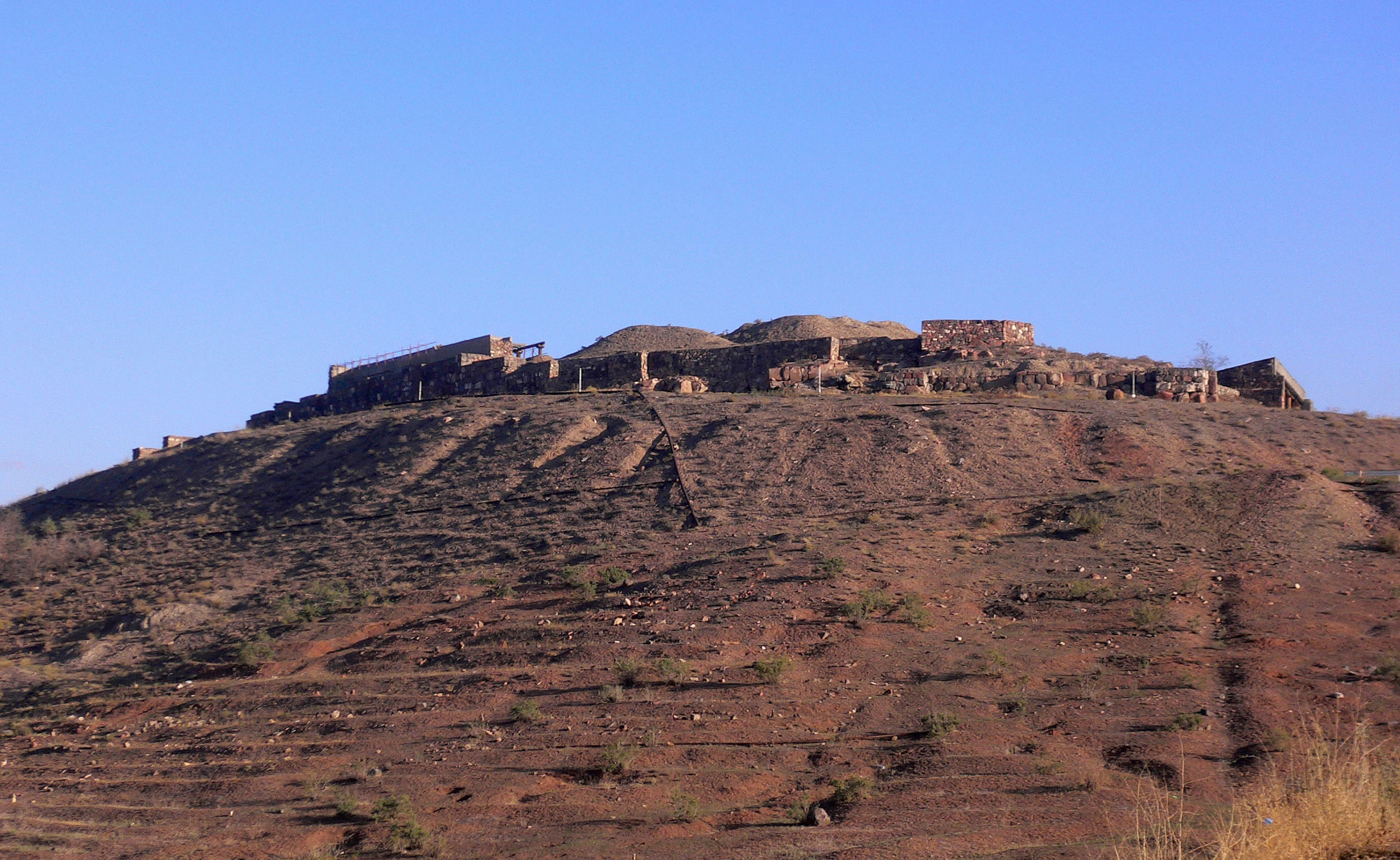
エレブニ要塞

考古学的な証拠によると、紀元前782年にウラルトゥ王国の王アルギシュティ1世が命令を行い、現在のエレブニ区内にあるアリン＝ベルドの丘に要塞都市を建設した（エレブニ要塞）。この要塞は、北コーカサスからの攻撃に備える拠点として機能した。ウラルトゥ王国の最盛期には、エレブニやその周辺地域に灌漑用の水路や人工貯水池が建設された。

### 近代
1920年にアルメニアがソビエト連邦政権下に組み込まれて以降、エリヴァニ（現在のイェレヴァン）の行政区域は徐々に拡張された。そして一般にアリン＝ベルドとして知られる、古代エレブニの領域も含まれるようになった。
この地域への最初の入植者は、アルメニア人虐殺を逃れてビテュニアから移住してきた約60世帯であった。入植者たちは1925年にノル・ブタニア地区を創設した。その後、アゼルバイジャンのヌハ（現在のシャキ）から移動してきた人々が、ノル・ブタニア地区の南に隣接するノル・アレシュ地区に居住した。このノル・アレシュ地区は、古代アルメニアの都市アレシュにちなんで名付けられた。
1939年7月20日、イェレヴァンに新たな行政区が設置され、モロトフ区と命名された。1957年9月25日、モロトフ区はレーニン区に改称された。1961年11月13日、現在のエレブニ区の一部を含む地域に、オルジョニキーゼ区が設置された。
1950年代から60年代にかけて、ソビエト連邦が行ったアルメニア人の本国帰還政策により、ノル・アレシュ地区やヴァルダシェン地区には、シリア、レバノン、フランス、ブルガリア、エジプトなどに離散していたアルメニア人が移り住んだ。
1965年、イェレヴァンの東部郊外にあったムシャヴァン村とヴェリン・ジュラシェンがイェレヴァン市域に編入された。
1991年8月8日、アルメニア国民議会の決議により、レーニン区の名称はエレブニ区と改称された。1996年、イェレヴァン市は市内の行政区を12区に再編した。1997年、エレブニ区の領域は、旧レーニン区および旧オルジョニキーゼ区の一部と定められた。

## 人口統計
2022年の国勢調査によると、エレブニ区の人口は12万4,957人であった。これはイェレヴァン市全体の11.5パーセントを占め、全12行政区のうち、4番目に多い人口規模である。
1988年まで、エレブニ国には約3,000人のアゼルバイジャン系少数民族が居住していた。しかしながら第一次ナゴルノ・カラバフ戦争における強制的な住民交換の結果、大多数がアゼルバイジャンに移住した。
今日、エレブニ区の住民の大多数はアルメニア使徒教会に属するアルメニア人である。エレブニ区では2004年から、メスロプ・マシュトツ教会の建設が進められている。

## 文化

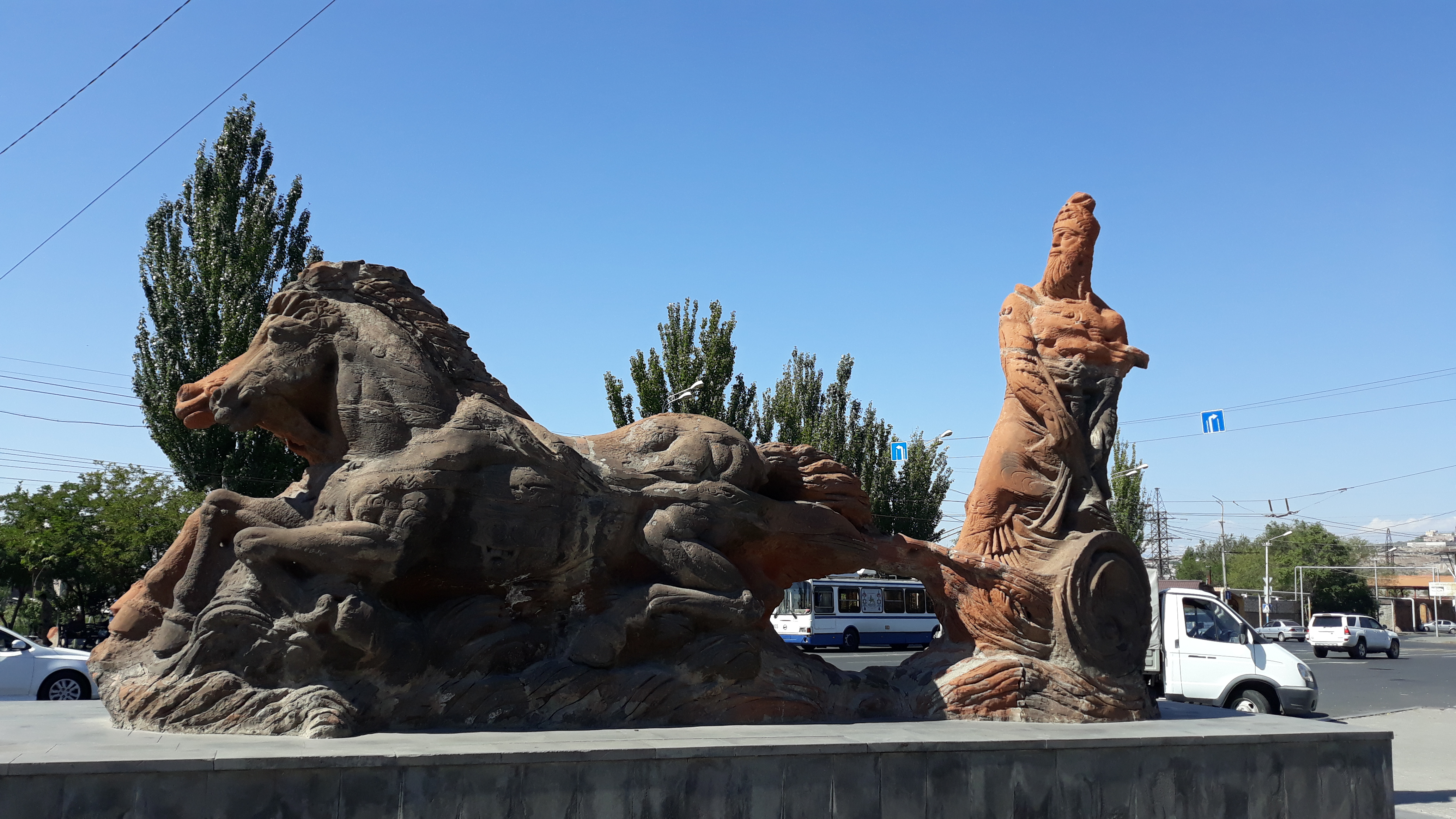
アルギシュティ1世の像

エレブニには多数の図書館がある。例えばオクロ・オクロヤン記念第3図書館（1937年）、第10図書館（1951年）、第10図書館（1956年）、第11図書館（1960年）、音楽図書館（1966年）が挙げられる。エレブニ区では第3児童青少年創造センターも運営している。
エレブニ区内には、多くの文化遺産が所在する。代表的なものは、次の通り。
- エレブニ要塞（紀元前782年）
- リヨン公園（アルメニア語版）
  - ヴァルダヴァル湖（アルメニア語版） - リヨン公園内にある、ウラルトゥ王国時代の貯水池。この貯水池は紀元前8世紀に遡る。
- サスンのダヴィト（英語版）像（1959年）。イェレヴァン駅前にある。
- アルギシュティ1世の像（2002年）。エレブニ博物館（英語版）の近くにある。

### 博物館
- エレブニ博物館（英語版）（1968年）。エレブニ要塞の近くにある。
- アルメニア鉄道博物館（英語版）（2009年）。イェレヴァン駅構内にある。

## 交通

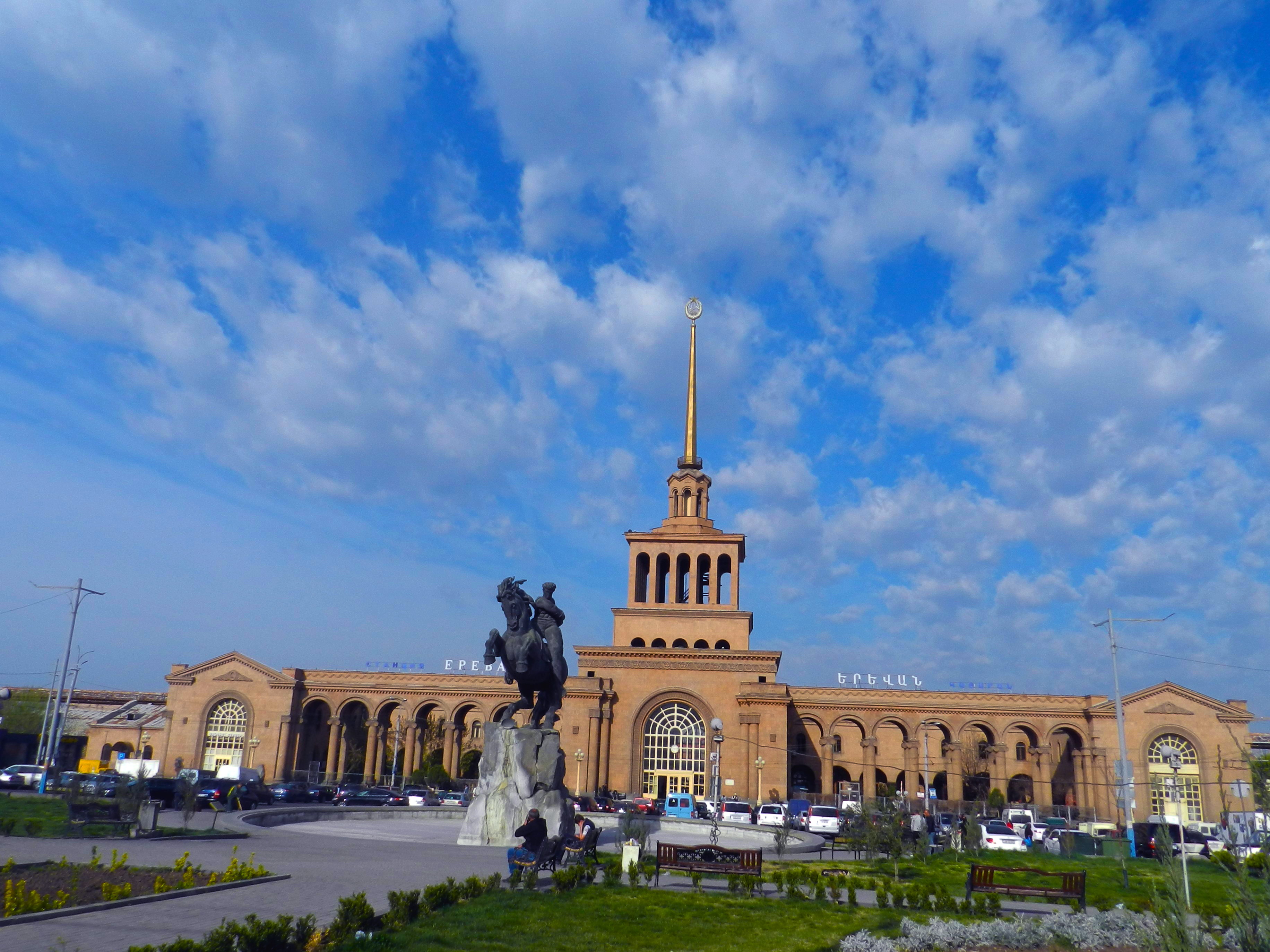
イェレヴァン駅とサスンのダヴィト像

エレブニ区には、公共交通機関としてバス路線およびトロリーバス路線（イェレヴァン・トロリーバス）が整備されている。また1981年3月7日から運行を開始したイェレヴァン地下鉄のサスンのダヴィト駅も位置している。
エレブニ区にあるイェレヴァン駅は1956年に設置された。線路自体は1902年から存在しており、次の路線がある。
- イェレヴァン駅 — バトゥミ中央駅（バトゥミ）
- イェレヴァン駅 — トビリシ中央駅（トビリシ）
- イェレヴァン駅 — ギュムリ駅（ギュムリ）
- イェレヴァン駅 — アララト駅（ロシア語版）（アララト
- イェレヴァン駅 — アラクス駅（アルメニア語版）（ミャスニキャン（アルメニア語版））
- イェレヴァン駅 — エラスフ駅（アルメニア語版）（エラスフ（アルメニア語版））

エレブニ区には、イェレヴァン市内でズヴァルトノッツ国際空港に次ぐ第2の空港であるエレブニ空港が所在している。アルメニア独立以降、エレブニ空港は主に軍用機またはプライベートジェットなどの非定期便で利用されている。アルメニア空軍はエレブニ空港に基地を置いており、滑走路には複数のMiG-29戦闘機が配備されている。

## 経済

### 工業
エレブニ区の南部には、大規模なな工業地帯が存在する。ソビエト時代からこの地区では、多数の大規模工場が操業している。建材を製造するガジェゴルツ工場は、ソビエト連邦時代にこの地区で設立された最も古い企業の一つであり、1930年から操業を続けている。1932年にはイェレヴァン食肉工場（現在のウラルトゥ社）が開業し、1948年にはイェレヴァン塗料工場が開業した。1955年には混合飼料工場が開業した。1965年には建築用の金属構造物工場が、1969年には精鉄開発工場（現在の純鉄工場社）が開業した。1990年には化学製品を製造するアルメヌヒ‐90化学製品協同組合が開業した。
アルメニア独立後、 エレブニ区では多数の新しい工場が操業を開始した。金属構造物の設計および製造を専門とするグローバル・エンジニアリング社（1992年）、ソーセージや加工肉製品を製造するバリ・サマラツィ食肉加工工場（1994年）、鉄、アルミニウム、青銅などの鋳造を行うニコル・ドゥマン金属鋳造工場（1996年）、穀物の輸入・加工やパン・菓子・酒類の製造を行う食品企業マンチョ・グループ（1999年）、建築用塗料や建材を製造するミックス・ペインツ（1999年）、家庭用化学製品を製造するパクサン・イェレヴァン工場（2000年）、高分子容器の製造を行うナープラスト社（2002年）、スナック菓子の製造・販売を行うチップセラ社（2002年）、モリブデンの製造を行うアルメニア・モリブデン生産工場（2003年）、天然石の採掘・加工・販売を手がけるニュリタ社（2003年）、チタンの生産を行うアルメニア・チタン工業（2007年）、天然石の採掘・加工・販売を行う、アルメニア・トラバーチン採掘社（2007年）、ワインとブランデーを製造するアスタフィアン・ワイン・ブランデー製造所（2008年）などが挙げられる。

### サービス業
エレブニ区には、エレブニ・モール (Էրեբունի Մոլ) やユーロバザ (Եվրոբազա) など、大型商業施設が所在する。1983年に開業したエレブニ医療センター (Էրեբունի Բժշկական Կենտրոն) は、イェレヴァン有数の大規模病院である。中央軍病院 (Կենտրոնական Ռազմական Հիվանդանոց) もエレブニ区に位置する。2000年にはヌバラシェン養豚場 (Նուբարաշենի Խոզաբուծական Ֆերմա) が開業した。

## 教育
2018年現在、エレブニ区内には公立学校21校、私立学校3校、専門学校2校、特別支援学校2校がある。またミカエル・マルンツヤン美術学校やティグラン・チュファジャニ音楽学校がある。

## スポーツ

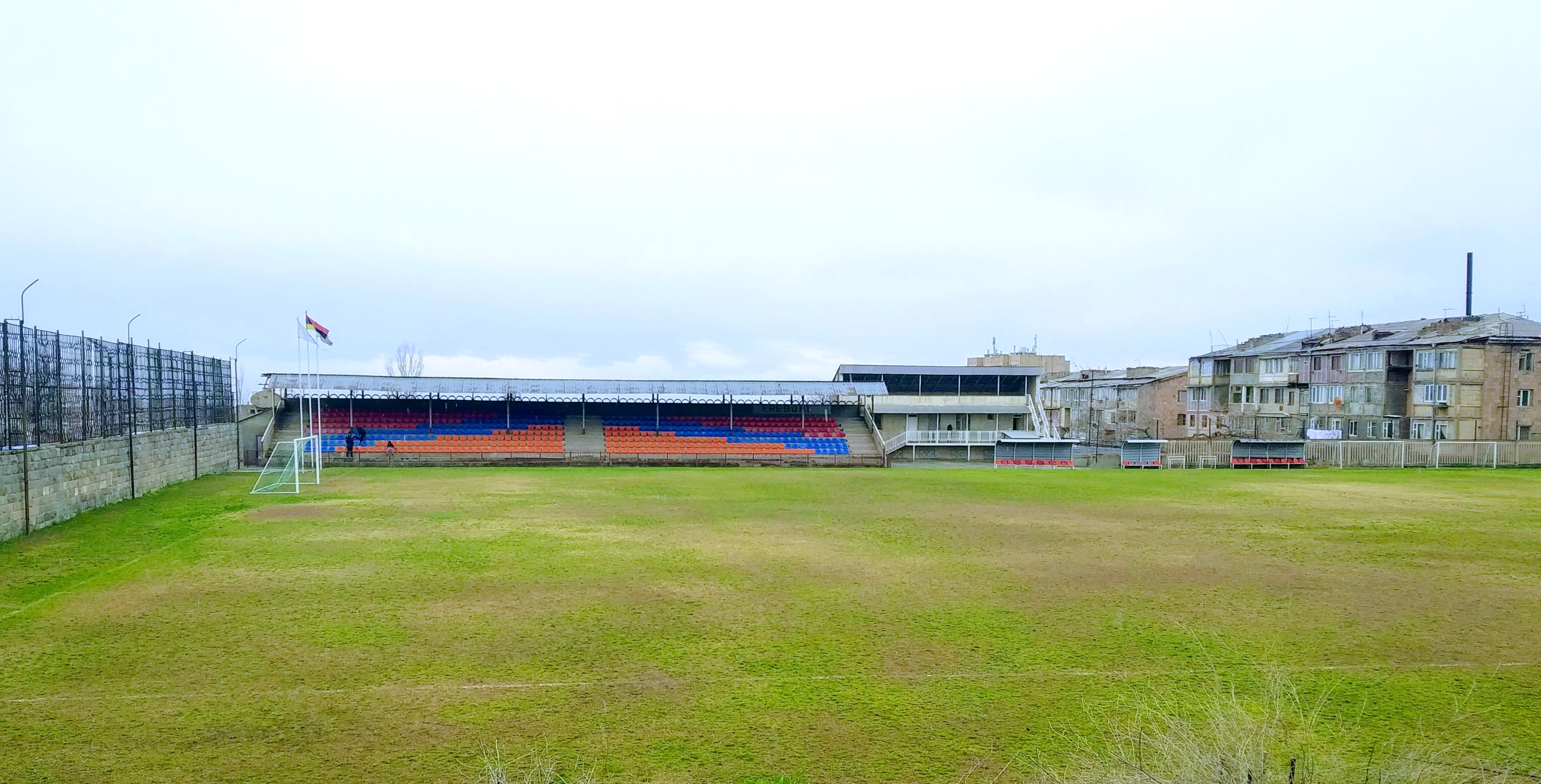
フマヤク・ハチャトゥリャン・スタジアム

- エレブニHMM（アルメニア語版） - 1992年から2000年まで活動。アルメニア・プレミアリーグに所属。
- エレブニSC（アルメニア語版） - 2007年から2019年まで活動。2016年から2018年までアルメニア1部リーグ（英語版）に所属。

上記のクラブは、エレブニ区のフマヤク・ハチャトゥリャン・スタジアム（収容人数544人）をホームスタジアムとした。
エレブニ区内のヴァルダヴァル湖は、ウィンドサーフィンのゲレンデとして頻繁に利用されている。
2015年9月3日、エレブニ区にイェレヴァン市立エレブニ児童青少年チェス・スポーツ学校が開校した。

## 国際関係
エレブニ区は2015年から、フランス・イゼール県ヴィエンヌと公式協力協定を締結している 。